# Список эпизодов телесериала «4исла»
Список эпизодов детективного телевизионного сериала «4исла», созданного Николасом Фалаччи и Шерил Хьютон. Сериал выходил в эфир с 23 января 2005 года по 12 марта 2010 года.
Всего в эфир вышло 6 сезонов, состоящих из 118-ти эпизодов

## Обзор сезонов
| Сезон | Сезон | Эпизоды | Оригинальная дата показа | Оригинальная дата показа |
| Сезон | Сезон | Эпизоды | Премьера сезона          | Финал сезона             |
| ----- | ----- | ------- | ------------------------ | ------------------------ |
|       | 1     | 13      | 23 января 2005           | 13 мая 2005              |
|       | 2     | 24      | 23 сентября 2005         | 19 мая 2006              |
|       | 3     | 24      | 22 сентября 2006         | 18 мая 2007              |
|       | 4     | 18      | 28 сентября 2007         | 16 мая 2008              |
|       | 5     | 23      | 3 октября 2008           | 15 мая 2009              |
|       | 6     | 16      | 25 сентября 2009         | 12 марта 2010            |

## Список серий

### Сезон 1 (2005)
| № общий | № в сезоне | Название                                           | Режиссёр                       | Автор сценария                 | Дата премьеры   | Произв. код | Зрители в США (млн) |
| --- | ---------- | -------------------------------------------------- | ------------------------------ | ------------------------------ | --------------- | ----------- | ------------------- |
| 1 | 1          | «Пилот» «Pilot»                                    | Дэвис Гуггенхейм и Мик Джексон | Николас Фалаччи и Шерил Хьютон | 23 января 2005  | 101         | 24.92               |
| Насильник, на счету 12 изнасилований, впервые совершает убийство жертвы. Чарли помогает Дону в расследовании убийства и выводит алгоритм, помогающий определить «горячую зону», в пределах которой должно находиться место обитания преступника. В скором времени происходит второе убийство. Упоминаемые и используемые концепции: Geographic profiling, теория вероятностей, супергравитация и полёт снаряда |            |                                                    |                                |                                |                 |             |                     |
| 2 | 2          | «Принцип неопределённости» «Uncertainty Principle» | Дэвид фон Энкен                | Николас Фалаччи и Шерил Хьютон | 28 января 2005  | 104         | 15.46               |
| Используя принцип неопределённости Гейзенберга, Чарли с невероятной точностью предсказывает место и время следующего в серии ограблений преступления. Но грабители смогли уйти, убив при этом двух полицейских. Чарли в отчаянии из-за произошедшего. Упоминаемые и используемые концепции: Равенство классов P и NP и принцип неопределённости Гейзенберга |            |                                                    |                                |                                |                 |             |                     |
| 3 | 3          | «Вектор» «Vector»                                  | Дэвид фон Энкен                | Джефф Вламинг                  | 4 февраля 2005  | 103         | 11.55               |
| Лос-Анджелесу угрожает эпидемия испанки. Умирает 20 человек. Дон начинает расследование, а Чарли высчитывает первоисточник болезни. Они сталкиваются с учёными, одни из которых борются за большие деньги, а другие переходят моральную черту в рискованном эксперименте. Упоминаемые и используемые концепции: нулевой пациент, Viral vector, вектор и SIR model |            |                                                    |                                |                                |                 |             |                     |
| 4 | 4          | «Структурная коррупция» «Structural Corruption»    | Tим Мэтисон                    | Лиз Фридман                    | 11 февраля 2005 | 105         | 10.68               |
| Студент инженерного факультета совершает самоубийство, но Чарли, к которому юноша обратился за помощью за несколько дней до несчастья, не верит в это. Он заставляет Дона начать расследование. Выясняется, что студент боролся с чиновниками, допустившими ошибку при строительстве небоскрёба. В это время отец Дона и Чарли пытается наладить личную жизнь. Дон рассказывает отцу о том, что в университете у него был роман с агентом Терри, которая в настоящее время является его напарницей. Упоминаемые и используемые концепции: принципы маятника и маятникa Фуко, бритва Оккама |            |                                                    |                                |                                |                 |             |                     |
| 5 | 5          | «Главный подозреваемый» «Prime Suspect»            | Лесли Линка Глаттер            | Дорис Эган                     | 18 февраля 2005 | 106         | 10.49               |
| Похищена маленькая девочка, но родители отказываются от помощи правоохранительных органов. Выясняется, что отец малышки математик, работающий над гипотезой Римана, а похитители требуют в качестве выкупа выработанный им алгоритм. Терри в ярости, так как она в прошлом вела дело похитителя, но ему удалось выпутаться. Упоминаемые и используемые концепции: Криптография, простые числа, гипотеза Римана, параллельные вычисления |            |                                                    |                                |                                |                 |             |                     |
| 6 | 6          | «Саботаж» «Sabotage»                               | Лу Антонио                     | Лиз Фридман                    | 25 февраля 2005 | 102         | 11.46               |
| К Дону попадет дело о крушении поездов, выясняется, что все катастрофы являются копиями уже произошедших. Чарли должен найти следующий в серии последовательности поезд. Упоминаемые и используемые концепции: Метод Касиски, Криптография, Числа Фибоначчи, Золотое сечение и Криптограммы Бейла |            |                                                    |                                |                                |                 |             |                     |
| 7 | 7          | «Фальшивая реальность» «Counterfeit Reality»       | Алекс Закжевски                | Эндрю Деттман                  | 11 марта 2005   | 107         | 10.55               |
| Серия ограблений приводит Дона к фальшивомонетчикам, копирующим мелкие купюры с помощью похищенной художницы. Чарли должен найти в её гравюрах послание Упоминаемые и используемые концепции: Гильош и Вейвлет |            |                                                    |                                |                                |                 |             |                     |
| 8 | 8          | «Кризис идентичности» «Identity Crisis»            | Maрта Митчелл                  | Венди Вест                     | 1 апреля 2005   | 108         | 9.99                |
| Дон приезжает на место преступления и во всех нюансах узнает подробности дела, которое расследовал год назад. Но преступник уже в тюрьме. Дон спрашивает Чарли, какова вероятность того, что он посадил невиновного... Упоминаемые и используемые концепции: Покер, Геометрическая прогрессия — складывание бумаги, Финансовая пирамида, Дактилоскопия, Калаби-Яу и Кот Шрёдингера |            |                                                    |                                |                                |                 |             |                     |
| 9 | 9          | «Первый снайпер» «Sniper Zero»                     | Дж. Mиллер Тобин               | Keн Санзел                     | 15 апреля 2005  | 109         | 10.54               |
| По городу проходит череда убийств. Снайпер убивает совершенно случайных людей. Не понимая логику выбора жертв, Дон обращается к Чарли, а он советует рассматривать все преступления в прогрессии... Первое появление Йэна Эджертона. Упоминаемые и используемые концепции: полёт снаряда, Tipping point, Регрессия и Экспоненциальный рост |            |                                                    |                                |                                |                 |             |                     |
| 10 | 10         | «Грязная бомба» «Dirty Bomb»                       | Пэрис Барклай                  | Эндрю Деттман                  | 22 апреля 2005  | 110         | 11.50               |
| Угнан грузовик с ядерными отходами, Дон опасается, что террористы собираются взорвать грязную бомбу в центре города. Но всё не так просто, как кажется. Упоминаемые и используемые концепции: Дилемма заключённого и Грязная бомба, Заряд-демон |            |                                                    |                                |                                |                 |             |                     |
| 11 | 11         | «Жертвоприношение» «Sacrifice»                     | Пол Холахан                    | Keн Санзел                     | 29 апреля 2005  | 111         | 10.80               |
| Программист высокой квалификации убит у себя дома, его компьютер испорчен, уничтожено всё, над чем он работал. Пока Дон ищет убийцу, Чарли пытается восстановить данные. Упоминаемые и используемые концепции: Sabermetrics и Эконометрика, антенна ван Эйка (считывание изображения с компьютера, Перехват ван Эйка), паттерны поведения пользователя компьютера |            |                                                    |                                |                                |                 |             |                     |
| 12 | 12         | «Шумный край» «Noisy Edge»                         | Дж. Mиллер Тобин               | Николас Фалаччи и Шерил Хьютон | 6 мая 2005      | 112         | 11.80               |
| Над городом замечен неопознанный летающий объект. ФБР подозревает подготовку к теракту, но выясняет, что это совершенно новый летающий аппарат. Упоминаемые и используемые концепции: Комбинаторика, Условное распределение и Гармонический анализ |            |                                                    |                                |                                |                 |             |                     |
| 13 | 13         | «Охота на человека» «Man Hunt»                     | Maрта Митчелл                  | Эндрю Деттман                  | 13 мая 2005     | 113         | 11.29               |
| Во время перевоза заключенных происходит авария, и двое преступников сбегают. В их поимке Дону помогает старый друг, а Чарли вычисляет маршрут бегства с помощью чисел. Упоминаемые и используемые концепции: Байесовская вероятность, Цепь Маркова, Уравнение Колмогорова — Чепмена и Парадокс Монти Холла |            |                                                    |                                |                                |                 |             |                     |

### Сезон 2 (2005—2006)
| № общий | № в сезоне | Название                              | Режиссёр          | Автор сценария                 | Дата премьеры    | Произв. код | Зрители в США (млн) |
| --- | ---------- | ------------------------------------- | ----------------- | ------------------------------ | ---------------- | ----------- | ------------------- |
| 14 | 1          | «Звонок судье» «Judgment Call»        | Алекс Закжевски   | Кен Санзел                     | 23 сентября 2005 | 201         | 11.18               |
| Убита жена федерального судьи, Дону и его новой команде приходится анализировать все подробности его жизни, чтобы понять связано убийство с личной или профессиональной деятельностью. Математики применяли: Диаграмма рассеяния, Байесовская фильтрация спама, Задача Бюффона о бросании иглы и Условная вероятность                                                                              |            |                                       |                   |                                |                  |             |                     |
| 15 | 2          | «Лучше или хуже» «Better or Worse»    | Дж. Миллер Тобин  | Эндрю Деттман                  | 30 сентября 2005 | 202         | 11.83               |
| Владелец ювелирного магазина инсценирует похищение собственной семьи,чтобы расплатиться с долгами. В результате погибают люди Математики применяли: Автомат фон Неймана, Ряд Фарея и Генератор псевдослучайных чисел |            |                                       |                   |                                |                  |             |                     |
| 16 | 3          | «Одержимость» «Obsession»             | Джон Беринг       | Роберт Порт                    | 7 октября 2005   | 203         | 11.40               |
| ФБР занимается расследованием дела о преследовании известной певицы. Только человек, вломившийся в дом девушки, сумел обойти все видеокамеры. Чарли жаждет разоблачить «невидимку». Математики применяли: Тригонометрия, curvelet analysis, Forensic Information System for Handwriting (FISH), Сферическая астрономия и Задача о картинной галерее                                                |            |                                       |                   |                                |                  |             |                     |
| 17 | 4          | «Рассчитанный риск» «Calculated Risk» | Билл Иглс         | Дж. Дэвид Харден               | 14 октября 2005  | 204         | 11.09               |
| Дон и Мэган прибывают на место убийства одного из руководителей крупной энергетической компании, единственным свидетелем расправы над которой является сын жертвы. Математики применяли: Условная вероятность, гидродинамика и компаундинг |            |                                       |                   |                                |                  |             |                     |
| 18 | 5          | «Ассассин» «Assassin»                 | Бобби Рот         | Николас Фалаччи и Шерил Хьютон | 21 октября 2005  | 205         | 11.17               |
| Команду Дона пополняет новый агент, Колби Грейнджер, вместе с ним, Чарли и Девидом Синклером, ему нужно быстро разгадать секретный код террористов. Математики применяли: Перестановочный шифр, теория игр и бумажный самолёт |            |                                       |                   |                                |                  |             |                     |
| 19 | 6          | «Лёгкая мишень» «Soft Target»         | Энди Уолк         | Дон МакГилл                    | 4 ноября 2005    | 206         | 11.13               |
| В процессе антитеррористических учений происходит диверсия… Кто-то хочет обучать новобранцев на практике. Математики применяли: Теория перколяции и Диффузия |            |                                       |                   |                                |                  |             |                     |
| 20 | 7          | «Конвергенция» «Convergence»          | Деннис Смит       | Николас Фалаччи и Шерил Хьютон | 11 ноября 2005   | 207         | 12.36               |
| Дон расследует серию краж предметов роскоши, которых стали сопровождать убийства. Чарли в это время отстаивает собственную теорию сближения (конвергенции) Математики применяли: Теория групп, Data mining, преобразование Фурье, Календарь, Трилатерация, Теория множеств и полёт снаряда |            |                                       |                   |                                |                  |             |                     |
| 21 | 8          | «Беглый взгляд» «In Plain Sight»      | Джон Беринг       | Джули Хеберт                   | 18 ноября 2005   | 208         | 12.44               |
| При захвате лаборатории по производству наркотиков, происходит взрыв. После восстановления диска с полуразрушенного компьютера Чарли находит замаскированную фотографию маленькой девочки… Математики применяли: Flock behavior, Стеганография и Матрица — прямая коррекция ошибок |            |                                       |                   |                                |                  |             |                     |
| 22 | 9          | «Токсин» «Toxin»                      | Джефри Леви       | Keн Санзел                     | 25 ноября 2005   | 209         | 12.67               |
| Дон расследует дело махинаций фармакологических компаний, ради разоблачения которых кто-то травит людей Математики применяли: Теория информации — информационная энтропия, Теория графов — Проблема семи мостов Кёнигсберга и Математические свойства мыльного пузыря с задачей Штейнера |            |                                       |                   |                                |                  |             |                     |
| 23 | 10         | «Кости раздора» «Bones of Contention» | Жанно Шварц       | Кристос Кейдж и Рут Флетчер    | 9 декабря 2005   | 210         | 12.53               |
| В музее убит женщина-археолог, пропал предмет, который исследовала учёный. Чарли восстанавливает пропажу по метрической схеме жертвы. Математики применяли: Закон радиоактивного распада и Диаграмма Вороного |            |                                       |                   |                                |                  |             |                     |
| 24 | 11         | «Выжженый» «Scorched»                 | Норберто Барба    | Шон Кроч                       | 16 декабря 2005  | 211         | 11.96               |
| ФБР расследует серию пожаров, подстроенных под акции «зелёных» Математики применяли: Горение и Метод главных компонент |            |                                       |                   |                                |                  |             |                     |
| 25 | 12         | «OG» «The OG»                         | Род Холкомб       | Эндрю Деттман                  | 6 января 2006    | 212         | 13.93               |
| Убит полицейский, работающий под прикрытием. Дон выясняет, что агент не был раскрыт, Чарли - что кто-то запускает «цепную реакцию», лишь бы бандиты сами перестреляли друг друга Математики применяли: Распределение Пуассона и структура социальной сети |            |                                       |                   |                                |                  |             |                     |
| 26 | 13         | «Двойная ставка» «Double Down»        | Алекс Закжевски   | Дон МакГилл                    | 13 января 2006   | 213         | 12.98               |
| ФБР расследует убийство двух студентов-математиков, зарабатывающих игрой в покер по разработанными ими схемам подсчета карт. Помочь агентам в поисках покровителей юношей оказывается способен Ларри, ведь всего несколько лет назад он занимался тем же самым. Математики применяли: Probability involving sampling without replacement, Временной ряд и en:randomization                         |            |                                       |                   |                                |                  |             |                     |
| 27 | 14         | «Жатва» «Harvest»                     | Джон Беринг       | Дж. Дэвид Харден               | 27 января 2006   | 214         | 13.22               |
| Амита встречает в отделении ФБР девушку-индианку, привезённую в США, как донор органов… Математики применяли: Цепь Маркова, Эллипсы и Наследственная изменчивость |            |                                       |                   |                                |                  |             |                     |
| 28 | 15         | «Бегущий человек» «The Running Man»   | Теренс О'Хара     | Кен Санзел                     | 3 февраля 2006   | 215         | 13.31               |
| Из университета Чарли украдено дорогое оборудование. Дон опасается, что цель воров - террористический акт. Однако, выясняется, что целью стали деньги. И сделал это новый студент Ларри, которого он считал спортсменом и умницей Математики применяли: Закон Бенфорда, Непрерывная дробь, Астрономия и Вероятность                                                                                |            |                                       |                   |                                |                  |             |                     |
| 29 | 16         | «Протест» «Protest»                   | Деннис Смит       | Николас Фалаччи и Шерил Хьютон | 3 марта 2006     | 216         | 11.94               |
| Рядом с призывным пунктом взорвана бомба, всё напоминает взрыв 1971, устроенный активистами против войны во Вьетнаме. Однако, Чарли не может сформировать алгоритм, в котором бы сложились оба события. В результате страдает Дон… Математики применяли: Теория графов, Теорема Рамсея и Рекуррентная формула                                                                                      |            |                                       |                   |                                |                  |             |                     |
| 30 | 17         | «Игры разума» «Mind Games»            | Питер Маркл       | Эндрю Деттман                  | 10 марта 2006    | 217         | 11.67               |
| К телам трёх зверски убитых женщин полицейских приводит экстрасенс, Чарли яростно берется доказывать, что подобного рода видения - это обман, но не получается… Математики применяли: Уравнение Фоккера — Планка и Бином Ньютона |            |                                       |                   |                                |                  |             |                     |
| 31 | 18         | «Все страхи» «'All's Fair'»           | Роб Морроу        | Джули Хеберт                   | 31 марта 2006    | 218         | 12.09               |
| Убита женщина-мусульманка, приехавшая в Америку из Ирака, через её сестру Дон выясняет, что жертва должна была проходить свидетельницей по международному делу, рассматриваемому в суде. Чарли же разбирается в своих чувствах, так как в Лос-Анджелес вернулась его школьная любовь, специалист по нейропсихологии. Математики применяли: Плотность, Судоку, Логистическая регрессия и Теория игр |            |                                       |                   |                                |                  |             |                     |
| 32 | 19         | «Тёмное дело» «Dark Matter»           | Питер Эллис       | Дон МакГилл                    | 7 апреля 2006    | 219         | 13.69               |
| Дон расследует расстрел школьников и заставляет Чарли вновь переступить школьный порог. Ларри же, наконец-то, набирается смелости пригласить Мэган на свидание Математики применяли: RFID и Оптимизация |            |                                       |                   |                                |                  |             |                     |
| 33 | 20         | «Стволы и розы» «Guns and Roses»      | Стивен Джилленхол | Роберт Порт                    | 21 апреля 2006   | 220         | 12.09               |
| Погибла старая подруга Дона, агент ФБР из другого отдела, всё выглядит как самоубийство… Математики применяли: эхолокация и Математическая биология (ДНК Выравнивание последовательностей) |            |                                       |                   |                                |                  |             |                     |
| 34 | 21         | «Ярость» «Rampage»                    | Дж. Миллер Тобин  | Кен Санзел                     | 28 апреля 2006   | 221         | 12.32               |
| Чтобы устранить свидетелей, мафиози похищают их семьи. Математики применяли: Теория хаоса, Броуновское движение, Модель песчаной кучи, Круги Эйлера и Тессеракты/Гиперкубы |            |                                       |                   |                                |                  |             |                     |
| 35 | 22         | «Обратное рассеяние» «Backscatter»    | Билл Иглс         | Николас Фалаччи и Шерил Хьютон | 5 мая 2006       | 222         | 12.01               |
| Отслеживая двух хакеров, взламывающих номера кредитных карт, Дон выходит на их нанимателей. Математики применяли: Функция и implicit functions, Геометрическая прогрессия, Экспоненциальный рост, OEIS. |            |                                       |                   |                                |                  |             |                     |
| 36 | 23         | «Подводное течение» «Undercurrents»   | Дж. Миллер Тобин  | Дж. Дэвид Харден               | 12 мая 2006      | 223         | 12.35               |
| На побережье найдены тела пяти китаянок, у одной из них татуировки на ступне. Чарли и Ларри пытаются её расшифровать, а Амита сразу же опознаёт в шифре телефонный номер… Математики применяли: кодирование, Векторное поле, Кинематика точки, Размерность пространства и strange loop. |            |                                       |                   |                                |                  |             |                     |
| 37 | 24         | «Короткие выстрелы» «Hot Shot»        | Джон Беринг       | Барри Шиндел                   | 19 мая 2006      | 224         | 12.72               |
| Дон расследует дело об убийстве двух женщин, всё указывает на работу киллера. Чарли размышляет над своими снами, впервые за долгое время ему приснилась мама… Математики применяли: Ориентированный граф, Парабола, Вероятность и Траектория материальной точки |            |                                       |                   |                                |                  |             |                     |

### Сезон 3 (2006—2007)
| № общий | № в сезоне | Название                                          | Режиссёр           | Автор сценария                  | Дата премьеры    | Произв. код | Зрители в США (млн) |
| --- | ---------- | ------------------------------------------------- | ------------------ | ------------------------------- | ---------------- | ----------- | ------------------- |
| 38 | 1          | «Кутёж (часть 1)» «Spree (Part 1)»                | Джон Беринг        | Кен Санзел                      | 22 сентября 2006 | 301         | 11.35               |
| 17-летний парень и его учительница разъезжают по стране, убивая и грабя всё подряд. Казалось бы, маршрут случайный, но Чарли находит закономерности. Мальчик схвачен, а его учительница похищает Мэган Математики применяли: Кривая погони и ложе из гвоздей |            |                                                   |                    |                                 |                  |             |                     |
| 39 | 2          | «Две дочки (часть 2)» «Two Daughters (Part 2)»    | Алекс Закжевски    | Кен Санзел                      | 29 сентября 2006 | 302         | 10.69               |
| Продолжение первой серии.. Ларри в разбитых чувствах о того, что не уследил за Мэган. Агенты находят свою напарницу, но она ранена, что мешает им поймать преступницу. За дело берётся Йэн Эджертон.. Математики применяли: Спираль и Параметрическое представление |            |                                                   |                    |                                 |                  |             |                     |
| 40 | 3          | «Происхождение» «Provenance»                      | Дэвид фон Энкен    | Дон МакГилл                     | 6 октября 2006   | 303         | 11.07               |
| Из музея украдено полотно известного художника, пока все ищут преступника, Чарли выясняет, что картина - подделка Математики применяли: Соотношение Безу, curvelet analysis, Кракелюр и Дискриминантный анализ |            |                                                   |                    |                                 |                  |             |                     |
| 41 | 4          | «Крот» «The Mole»                                 | Стивен Джилленхол  | Роберт Порт                     | 13 октября 2006  | 304         | 10.89               |
| Сбита девушка, работавшая переводчицей в китайском посольстве. Расследование дела ФБР поручает Министерство юстиции. В преступлении обвинен бывший сослуживец Колби, а Чарли, вместо того, чтобы помочь, переживает, что за математическими расчётами для новой статьи Ларри обратился не к нему Математики применяли: Углы Эйлера, Циклоида, Симметрия и Комбинаторика                               |            |                                                   |                    |                                 |                  |             |                     |
| 42 | 5          | «Траффик» «Traffic»                               | Дж. Миллер Тобин   | Николас Фалаччи и Шерил Хьютон  | 20 октября 2006  | 305         | 11.95               |
| Ряд автомобильных аварий заставляет ФБР обратиться к Чарли, чтобы выявить закономерность. Математики применяли: Случайность, Дифференциальное уравнение в частных производных и Транспортный поток |            |                                                   |                    |                                 |                  |             |                     |
| 43 | 6          | «Рискованная ставка» «Longshot»                   | Джон Беринг        | Дж. Дэвид Харден                | 27 октября 2006  | 306         | 11.09               |
| ФБР расследует убийство молодого человека, делавшего ставки по разработанной вместе с подругой математической системе. Выясняется, что по ней можно проследить и махинации на ипподроме Математики применяли: Вероятность, Букмекерская вилка и Data mining |            |                                                   |                    |                                 |                  |             |                     |
| 44 | 7          | «Темнота» «Blackout»                              | Скотт Лайтенен     | Эндрю Деттман                   | 2 ноября 2006    | 307         | 11.08               |
| После нескольких подрывов электроподстанций выясняется, что готовится побег из тюрьмы Математики применяли: Теория множеств, Центр масс, Гармонический ряд, Граф, Load flow analysis и Симплекс-метод |            |                                                   |                    |                                 |                  |             |                     |
| 45 | 8          | «Быстрый мяч» «Hardball»                          | Фред Келлер        | Николас Фалаччи и Шерил Хьютон  | 10 ноября 2006   | 308         | 11.76               |
| Погиб бейсболист, сидевший на новом стероиде, расследование приводит Чарли к математику-самоучке Освальду (Джей Барушель), разработавшему алгоритм просчёта будущих успехов спортсменов Математики применяли: Sabermetrics и Shiryaev-Roberts change-point analysis |            |                                                   |                    |                                 |                  |             |                     |
| 46 | 9          | «Загрязнению нет» «Waste Not»                     | Дж. Миллер Тобин   | Джули Хеберт                    | 17 ноября 2006   | 309         | 10.73               |
| Начинается расследование дела о незаконном захоронении токсических отходов на территории школы. У Чарли появляется новый начальник, которой его отец сразу же назначает свидание Математики применяли: Groundwater flow equation, cancer clusters, Сейсморазведка и Kac-Moody algebra |            |                                                   |                    |                                 |                  |             |                     |
| 47 | 10         | «Брут» «Brutus»                                   | Оз Скотт           | Кен Санзел                      | 24 ноября 2006   | 310         | 11.73               |
| ЦРУ пытается привести в действие старую программу программирования людей на убийство, испытанную когда-то на заключенных. ФБР приходится разбираться с последствиями.. Математики применяли: Network flow, network theory, Euclid’s Orchard and target selection theory |            |                                                   |                    |                                 |                  |             |                     |
| 48 | 11         | «Чат убийцы» «Killer Chat»                        | Крис Хартвил       | Дон МакГилл                     | 15 декабря 2006  | 311         | 11.23               |
| Преступник находит своих жертв в чатах для любителей маленьких девочек и карает их за совершённые преступления. Ларри проходит отбор NASA для полёта на Международную космическую станцию. Математики применяли: Анализ текста и Метод главных компонент |            |                                                   |                    |                                 |                  |             |                     |
| 49 | 12         | «9 жён» «Nine Wives»                              | Джули Хеберт       | Джули Хеберт                    | 5 января 2007    | 312         | 12.35               |
| Дону приходится разбираться с целой серией преступлений, совершённых религиозными фанатиками.. Математики применяли: Lévy flights, Коэффициент инбридинга и kinship chains |            |                                                   |                    |                                 |                  |             |                     |
| 50 | 13         | «Находка принадлежит нашедшему» «Finders Keepers» | Колин Бакси        | Эндрю Деттман                   | 12 января 2007   | 313         | 11.58               |
| В море идёт активный и кровавый поиск дорогой затонувшей яхты. К Чарли тоже приходят секретные агенты и требуют в абсолютной тайне определить координаты " морского клада" Математики применяли: Fluid dynamics, constraint и Оптимизация |            |                                                   |                    |                                 |                  |             |                     |
| 51 | 14         | «Ликвидация» «Take Out»                           | Лесли Либман       | Шон Кроч                        | 2 февраля 2007   | 314         | 10.91               |
| По городу проходит волна ограблений, Дон узнает, что совершает их команда ликвидаторов из Мексики, цель которых найти упущенных жертв Математики применяли: Выброс и data mining |            |                                                   |                    |                                 |                  |             |                     |
| 52 | 15         | «Конец дежурства» «End of Watch»                  | Майкл Уоткинс      | Роберт Порт и Марк Ллевеллин    | 9 февраля 2007   | 315         | 11.23               |
| Дон и Чарли ищут убийцу офицера полиции, убитого 17 лет назад.. Математики применяли: Лидар и Квантовая механика |            |                                                   |                    |                                 |                  |             |                     |
| 53 | 16         | «Соперник» «Contenders»                           | Алекс Закжевски    | Дж. Дэвид Харден                | 16 февраля 2007  | 316         | 10.69               |
| На ринге погибает профессиональный боец, обвиняют в произошедшем его соперника, друга Девида. Чарли готовится к межвузовскому турниру по покеру, победителем в котором на протяжении последних пяти лет был Ларри Математики применяли: Алгоритм Крускала и Транспортная сеть |            |                                                   |                    |                                 |                  |             |                     |
| 54 | 17         | «Один час» «One Hour»                             | Дж. Миллер Тобин   | Кен Санзел                      | 23 февраля 2007  | 317         | 11.02               |
| Дон идёт на встречу с пхихоаналитиком и отключает телефон. В это время похищают 10-летнего мальчика, отец которого должен заплатить за сына 3 млн. в течение часа Математики применяли: 'Cake-cutting' algorithm, logic maze и Диаграмма состояний (теория автоматов) |            |                                                   |                    |                                 |                  |             |                     |
| 55 | 18         | «Демократия» «Democracy»                          | Стив Боум          | Nicolas Falacci & Cheryl Heuton | 9 марта 2007     | 318         | 10.29               |
| К Чарли обращается за помощью старая знакомая, на следующий день её находят мёртвой, как и пять её коллег.. Математики применяли: Статистика, Теория вероятностей, Метаданные и Организационное поведение |            |                                                   |                    |                                 |                  |             |                     |
| 56 | 19         | «Ящик Пандоры» «'Pandora's Box'»                  | Деннис Смит        | Эндрю Блэк                      | 30 марта 2007    | 319         | 10.74               |
| В лесу терпит крушение самолёт, на месте аварии убит лесничий. Теории Чарли приводит его к совершенно неоднозначным выводам Математики применяли: Стохастическое дифференциальное уравнение и Вейвлет — Обратная свёртка |            |                                                   |                    |                                 |                  |             |                     |
| 57 | 20         | «Коэффициент горения» «Burn Rate»                 | Фредерик K. Келлер | Дон МакГилл                     | 6 апреля 2007    | 320         | 10.93               |
| Некто неизвестный распространяет взрывчатку по почте, чтобы подставить автора весьма радикального манифеста, вдохновившего на ряд убийств своего студента Математики применяли: Взрыв, Misznay–Schardin effect, Смена парадигм, Когерентность и Выброс |            |                                                   |                    |                                 |                  |             |                     |
| 58 | 21         | «Искусство расчёта» «The Art of Reckoning»        | Джон Беринг        | Джули Хеберт                    | 27 апреля 2007   | 321         | 10.15               |
| Заключённый приговорённый к смертной казни выявляет в себе желание признаться в своих преступлениях. Из космоса возвращается Ларри Математики применяли: Теория вероятностей и tit for tat |            |                                                   |                    |                                 |                  |             |                     |
| 59 | 22         | «Под давлением» «Under Pressure»                  | Дж. Миллер Тобин   | Эндрю Деттман                   | 4 мая 2007       | 322         | 9.51                |
| Дон и Чарли пытаются предотвратить отравление воды зарином. Ларри решает поселиться в буддийском монастыре Математики применяли: анализ социальной сети |            |                                                   |                    |                                 |                  |             |                     |
| 60 | 23         | «Бесполезные деньги» «Money For Nothing»          | Стивен Джилленхол  | Николас Фалаччи и Шерил Хьютон  | 11 мая 2007      | 323         | 10.03               |
| Угнан грузовик с партией лекарств, у похитителей два заложника. У Дона ограниченное количество времени на поимку преступников.. Математики применяли: Жадный алгоритм и Алгоритм Дейкстры |            |                                                   |                    |                                 |                  |             |                     |
| 61 | 24         | «Список Януса» «The Janus List»                   | Джон Беринг        | Роберт Порт и Кен Санзел        | 18 мая 2007      | 324         | 10.18               |
| Бывший контрразведчик оставляет Чарли шифрованные послания, указывающие ему на Список Януса, в котором перечислены имена всех двойных агентов.. За списком охотятся множество разведок различных правительств Математики применяли: Ранцевая криптосистема Меркля-Хеллмана, Задача о зёрнах на шахматной доске, straddling checkerboard, Шифр подстановки, Шифр Бэкона, Задача о ранце и Сила Лоренца |            |                                                   |                    |                                 |                  |             |                     |

### Сезон 4 (2007—2008)
| № общий | № в сезоне | Название                                      | Режиссёр          | Автор сценария                 | Дата премьеры    | Произв. код | Зрители в США (млн) |
| --- | ---------- | --------------------------------------------- | ----------------- | ------------------------------ | ---------------- | ----------- | ------------------- |
| 62 | 1          | «Верный расчет» «Trust Metric»                | Тони Скотт        | Кен Санзел                     | 28 сентября 2007 | 401         | 9.38                |
| С целью разоблачить китайского шпиона в стан врага отправляется Колби Математики применяли: Trust metric, Задача о покрытии множества, Метаалгоритм и Illumination problem |            |                                               |                   |                                |                  |             |                     |
| 63 | 2          | «Голливудский убийца» «Hollywood Homicide»    | Алекс Закжевски   | Энди Деттман                   | 5 октября 2007   | 402         | 9.76                |
| В доме известного актёра найдена мёртвая девушка. Проблема в том, что вместо тела, у ФБР имеется только видеозапись с места преступления.. Математики применяли: Закон Снелла, архимедов принцип и теория игр |            |                                               |                   |                                |                  |             |                     |
| 64 | 3          | «Скорость» «Velocity»                         | Фред Келлер       | Николас Фалаччи и Шерил Хьютон | 12 октября 2007  | 403         | 9.16                |
| На уличных гонках происходит авария, машина влетает в кафе. Вместо водителя у ФБР есть только юноша, вылезший из багажника, и решетка радиатора, снятая с машины, несколько лет назад уже сбившей двух человек.. Математики применяли: Момент импульса, Центростремительная сила, Законы сохранения и Законы Ньютона                                                          |            |                                               |                   |                                |                  |             |                     |
| 65 | 4          | «13» «Thirteen»                               | Ральф Хемекер     | Дон МакГилл                    | 19 октября 2007  | 404         | 9.85                |
| Происходит ряд крайне жестоких ритуальных убийств, проведя аналогию, агенты понимают, что убийца имитирует смерть великомучеников Математики применяли: последовательность Фибоначчи. Также: Нумерология и Гематрия |            |                                               |                   |                                |                  |             |                     |
| 66 | 5          | «Робин Гуд» «Robin Hood»                      | Дж. Миллер Тобин  | Роберт Порт                    | 26 октября 2007  | 405         | 9.70                |
| После ограбления банка, несколько благотворительных фондов получают солидные вклады. Выясняется, что ограблены преступники и мафиози, которые сами грабили людей.. Математики применяли: Listing’s law, Траектория материальной точки и система свиданий |            |                                               |                   |                                |                  |             |                     |
| 67 | 6          | «Секретно» «In Security»                      | Стивен Джилленхол | Шон Кроч                       | 2 ноября 2007    | 406         | 9.34                |
| После ужина с Доном погибает женщина, находящаяся под программой защиты свидетелей. Чарли пытается доказать брату, что не он её раскрыл. В продажу выходит книга Чарли о дружбе Математики применяли:' Дерево принятия решений, Регрессионный анализ и Path Analysis |            |                                               |                   |                                |                  |             |                     |
| 68 | 7          | «Превосходство» «Primacy»                     | Крис Хартвил      | Джули Хеберт                   | 9 ноября 2007    | 407         | 9.94                |
| Убит капитан команды альтернативных игроков интернет сообщества. Дону здесь гораздо больше может помочь Амита, чем Чарли, ведь она со студенческой поры играет в онлайн-игры Математики применяли:' Эволюционные алгоритмы |            |                                               |                   |                                |                  |             |                     |
| 69 | 8          | «Запрет» «Tabu»                               | Алекс Закжевски   | Секу Хэмилтон                  | 16 ноября 2007   | 408         | 10.26               |
| Похищена дочь известного миллиардера. Команда Дона довольно быстро находит виновника, но не может с ним договориться, так как папа жертвы хочет всё решать сам.. Математики применяли: Tabu search, Критерий Вальда и Байесовская вероятность |            |                                               |                   |                                |                  |             |                     |
| 70 | 9          | «Графика» «Graphic»                           | Джон Беринг       | Николас Фалаччи и Шерил Хьютон | 23 ноября 2007   | 409         | 10.12               |
| С комик-кона украдено коллекционное издание старого комикса.. На следующий день в продажу поступает сотня подделок. Математики применяли: Фрактальная размерность, auction Theory и «Wrinkliness» (обнаружение Handwriting Forgery) |            |                                               |                   |                                |                  |             |                     |
| 71 | 10         | «Китайская комната» «Chinese Box»             | Деннис Смит       | Кен Санзел                     | 14 декабря 2007  | 410         | 9.75                |
| Вооружённый человек берет заложника в здании ФБР. Он останавливает лифт между этажами. Чарли пытается объяснить, как попасть в закрытое помещение, не видя что внутри. Но объяснить получается не сразу. Из отдела уходит Лиз. Математики применяли: Китайская комната, «Chomp» и Кластерный анализ                                                                           |            |                                               |                   |                                |                  |             |                     |
| 72 | 11         | «Переломный момент» «Breaking Point»          | Крэйг Росс мл.    | Эндрю Деттман                  | 11 января 2008   | 411         | 9.81                |
| Похищена известная журналистка, Чарли угрожают смертью, если он попытается помочь её найти Математики применяли: Регрессионный анализ |            |                                               |                   |                                |                  |             |                     |
| 73 | 12         | «Власть» «Power»                              | Джули Хеберт      | Джули Хеберт                   | 18 января 2008   | 412         | 10.08               |
| ФБР рассматривает заявление женщины, обвиняющей полицейского в изнасиловании. Математики применяли: Network theory и Теория множеств |            |                                               |                   |                                |                  |             |                     |
| 74 | 13         | «Чёрный лебедь» «Black Swan»                  | Джон Беринг       | Кен Санзел                     | 4 апреля 2008    | 413         | 10.00               |
| При задержании организаторов работы нарколаборатории арестован человек, в грузовике которого обнаружена партия оружия.. Математики применяли: Алгоритм Флойда — Уоршелла, Мозаика Дирихле, brute force и Временной ряд. Также: Чёрный лебедь (теория). |            |                                               |                   |                                |                  |             |                     |
| 75 | 14         | «Шахматы» «Checkmate»                         | Стивен Джилленхол | Роберт Порт                    | 11 апреля 2008   | 414         | 9.54                |
| Чарли проходит двухдневную подготовку агента ФБР, в перерывах между тренировками пытаясь помочь Дону разоблачить убийц нескольких федеральных свидетелей, проходящих по делу главаря одной из банд Лос-Анджелеса, большого любителя игры в шахматы. Математики применяли: Обучение multiclass labeling, Математика оригами, Огранка розой, Шахматы и algebraic chess notation |            |                                               |                   |                                |                  |             |                     |
| 76 | 15         | «Конец игры» «End Game»                       | Деннис Смит       | Дон МакГилл                    | 25 апреля 2008   | 415         | 9.64                |
| Агенты вновь преследуют Клея Портера, когда-то вершившего самосуд на улицах города. Теперь, когда его семью похитили, бывший морской пехотинец опять хочет разобраться с врагами самостоятельно. Математики применяли: Цикл НОРД и Теория принятия решений |            |                                               |                   |                                |                  |             |                     |
| 77 | 16         | «Атом №33» «Atomic No. 33»                    | Лесли Либман      | Шон Кроч                       | 2 мая 2008       | 416         | 10.33               |
| Дон расследует дело об отравлении последователей религиозного культа. Чарли выясняет, что вся деятельность руководителей секты сплошная афера Математики применяли: Байесовская сеть доверия, Неньютоновская жидкость, анализ социальной сети, affinity analysis и K-optimal pattern discovery                                                                                |            |                                               |                   |                                |                  |             |                     |
| 78 | 17         | «Плати, чтобы играть» «Pay to Play»           | Алекс Закжевски   | Стив Коэн и Эндрю Деттман      | 9 мая 2008       | 417         | 9.33                |
| Команда Дона расследует убийство известного рэпера. Чарли встречается с родителями Амиты. Математики применяли: String metric и Базис Грёбнера |            |                                               |                   |                                |                  |             |                     |
| 79 | 18         | «Когда столкнутся миры» «When Worlds Collide» | Джон Беринг       | Николас Фалаччи и Шерил Хьютон | 16 мая 2008      | 418         | 9.78                |
| Похищены два пакистанских ученых, арестован друг Чарли.. Стараясь обелить имя коллеги, Чарли выясняет, что угроза исходит не с Востока, а от ирландских экстремистов.. Из отдела уходит Мэган Математики применяли: Задача византийских генералов, Figure-Ground, Группа орнамента, Эшер M.K., Геометрия Лобачевского И Теория шести рукопожатий                              |            |                                               |                   |                                |                  |             |                     |

### Сезон 5 (2008—2009)
| № общий | № в сезоне | Название                                       | Режиссёр             | Автор сценария                 | Дата премьеры   | Произв. код | Зрители в США (млн) |
| --- | ---------- | ---------------------------------------------- | -------------------- | ------------------------------ | --------------- | ----------- | ------------------- |
| 80 | 1          | «Перерыв на высоте» «High Exposure»            | Алекс Закжевски      | Николас Фалаччи и Шерил Хьютон | 3 октября 2008  | 501         | 8.21                |
| Дон и его команда расследует дело об убийстве альпинистов, в сумках которых был найден алмаз. Отправившись изучать место преступления, Дон натыкается на искомых убийц. Пренебрегая правилами, Йэн Эджертон отправляется за Чарли Математики применяли: Percolation Threshold и geometrical analysis                                                                                |            |                                                |                      |                                |                 |             |                     |
| 81 | 2          | «Эффект приманки» «The Decoy Effect»           | Ральф Хемекер        | Кен Санзел                     | 10 октября 2008 | 502         | 8.01                |
| По городу прокатывается серия похищений, после того как одна из похищенных женщин погибает, к расследованию подключается ФБР, новый агент бюро Никки соглашается стать приманкой. Чарли пытается вернуть обратно свой допуск. Математики применяли: Decoy effect, Эффект Холла и алгоритм действия операционной системы                                                             |            |                                                |                      |                                |                 |             |                     |
| 82 | 3          | «Обратный результат» «Blowback»                | Деннис Смит          | Роберт Порт                    | 17 октября 2008 | 503         | 8.68                |
| Чарли начинает работу в качестве консультанта полиции, его первое дело - убийство восьмерых человек, два из них полицейские. Математики применяли: Aggregation modeling и Скрытая марковская модель |            |                                                |                      |                                |                 |             |                     |
| 83 | 4          | «Jack of All Trades»                           | Стивен Джилленхол    | Эндрю Деттман                  | 24 октября 2008 | 504         | 9.33                |
| ФБР ловит ловкого мошенника, за последние два года ограбившего множество компаний. После установления личности выясняется, что преступнику едва исполнилось восемнадцать. Математики применяли: Алгоритм распространения доверия |            |                                                |                      |                                |                 |             |                     |
| 84 | 5          | «Человек-Скан» «Scan Man»                      | Крэйг Росс-мл.       | Дон МакГилл                    | 31 октября 2008 | 505         | 10.72               |
| Во время рейда ФБР убит один из агентов, Дон, преодолев себя, продолжает поиск преступников, который приводит его к аутисту, возможно виновному в преступлениях... Математики применяли: Geographic network, supply chain analysis и Фрактал |            |                                                |                      |                                |                 |             |                     |
| 85 | 6          | «Магическое шоу» «Magic Show»                  | Джон Беринг          | Шон Кроч                       | 7 ноября 2008   | 506         | 11.28               |
| Придя на свидание с красивой девушкой, Дэвид Синклер втягивает Бюро в расследование исчезновения фокусницы. Математики применяли: Design Recovery |            |                                                |                      |                                |                 |             |                     |
| 86 | 7          | «Charlie Don't Surf»                           | Эмилио Эстевес       | Стив Хоук                      | 14 ноября 2008  | 507         | 9.29                |
| К Алану обращается старый друг, у которого погиб сын. Дон начинает расследование убийства, которое, на первый взгляд, выглядит как несчастный случай. Математики применяли: Обратная свёртка, neural network, hyperspectral imaging и site-prediction modeling |            |                                                |                      |                                |                 |             |                     |
| 87 | 8          | «36 часов» «Thirty-Six Hours»                  | Род Холкомб          | Джули Хеберт                   | 21 ноября 2008  | 508         | 11.30               |
| Дона вызывает на место крушения двух поездов. В одном были люди, второй перевозил груз химикатов. Чарли, превозмогая сон и усталость, прорабатывает на компьютере пути, по которым можно добраться до выживших под обломками. Математики применяли: Infotaxis и Групповая робототехника                                                                                             |            |                                                |                      |                                |                 |             |                     |
| 88 | 9          | «Теория конспирации» «Conspiracy Theory»       | Деннис Смит          | Роберт Порт                    | 5 декабря 2008  | 509         | 9.88                |
| Агентам приходится столкнуться с поклонниками теории заговоров, один из которых записал на свою видеокамеру место преступления. Математики применяли: Парадокс Симпсона |            |                                                |                      |                                |                 |             |                     |
| 89 | 10         | «Заклятые друзья» «Frienemies»                 | Стив Боум            | Николас Фалаччи и Шерил Хьютон | 19 декабря 2008 | 510         | 9.18                |
| Одержимый местью, студент-математик собирает группу ребят, предотвращающих преступления вора, когда-то убившего его девушку. Математики применяли: Групповая динамика и Three Way Duel |            |                                                |                      |                                |                 |             |                     |
| 90 | 11         | «Стрела времени» «Arrow of Time»               | Кен Санзел           | Кен Санзел                     | 9 января 2009   | 511         | 10.14               |
| Из тюрьмы совершён побег, один из сбежавших Бак Унтерс - парень, девушку которого Дон убил два года назад. Математики применяли: Энтропия, Скрытая марковская модель, Демон Максвелла и Алгоритм Витерби |            |                                                |                      |                                |                 |             |                     |
| 91 | 12         | «Простые парни» «Jacked»                       | Стивен Джилленхол    | Дон МакГилл                    | 16 января 2009  | 512         | 11.02               |
| Угнан туристический автобус, похитители убили полицейского, но с теорией Чарли эти действия не вяжутся. Он утверждает, что убийства не было, а похищение – сплошная бутафория. Алан и Ларри в это время ведут научные споры. Математики применяли: Articulate, Алгоритм Шора и Теория игр                                                                                           |            |                                                |                      |                                |                 |             |                     |
| 92 | 13         | «Проблемы в Чайнатауне» «Trouble In Chinatown» | Джули Хеберт         | Питер Макникол                 | 23 января 2009  | 513         | 10.96               |
| В жизнь Чарли вновь возвращается экстрасенс из ЦРУ, который хочет помочь Дону расследовать дело о «невестах-призраках». Математики применяли: Цифровая обработка сигналов и Lévy flight |            |                                                |                      |                                |                 |             |                     |
| 93 | 14         | «Помешанный на обуви» «Sneakerhead»            | Эмилио Эстевес       | Аарон Рахсаан Томас            | 6 февраля 2009  | 514         | 10.30               |
| Дон погружается в мир коллекционеров обуви. Лиз готовится к повышению. Математики применяли: Пинбол |            |                                                |                      |                                |                 |             |                     |
| 94 | 15         | «Путь виновного» «Guilt Trip»                  | Гвенет Хорден-Пейтон | Мери Лех Саттон                | 13 февраля 2009 | 515         | 9.10                |
| Чарли, Робин и Дон пытаются проанализировать оправдательный приговор, вынесенный присяжными. Математики применяли: Вероятность, Вихрь Мерсенна, scientific jury selection и social networking potential |            |                                                |                      |                                |                 |             |                     |
| 95 | 16         | «Прикрой меня» «Cover Me»                      | Роб Морроу           | Эндрю Деттман                  | 27 февраля 2009 | 516         | 9.62                |
| Лиз работает под прикрытием в операции отдела наркотиков, Чарли пытается предсказать места сделок. Математики применяли: Закон спроса и предложения |            |                                                |                      |                                |                 |             |                     |
| 96 | 17         | «Первый закон» «First Law»                     | Стив Боум            | Шон Кроч                       | 6 марта 2009    | 517         | 10.12               |
| Убит крупный учёный-программист. В преступлении подозревают супер-совершенный компьютер, предположительно являющийся ИИ. Математики применяли: Тест Тьюринга |            |                                                |                      |                                |                 |             |                     |
| 97 | 18         | «Одна минута после полуночи» «12:01 AM»        | Ральф Хельмекр       | Роберт Порт                    | 13 марта 2009   | 518         | 9.51                |
| За три с половиной часа до смертной казни преступника, Дон отвечает на звонок человека, утверждающего, что у него есть доказательства невиновности приговоренного. Чарли исполняет обязанности тренера команды баскетболистов... Математики применяли: Фильтр Гаусса, Оптическое распознавание символов, световой эффект и Voice Analysis                                           |            |                                                |                      |                                |                 |             |                     |
| 98 | 19         | «Поклонения животным» «Animal Rites»           | Рон Гарсия           | Джули Хеберт                   | 10 апреля 2009  | 519         | 9.80                |
| В университете убит профессор биологии, подозревают экотеррористов, но выясняется, что виноват один человек – юноша, больной шизофренией, взявший в заложники ещё двух преподавателей. Математики применяли: Программный анализ (ВЧИ — восстановление частной информации) и Дилемма заключённого                                                                                    |            |                                                |                      |                                |                 |             |                     |
| 99 | 20         | «Пятый человек» «The Fifth Man»                | Кен Санзел           | Дон МакГилл                    | 24 апреля 2009  | 520         | 8.82                |
| Чарли ошибается в своих расчётах, в результате Дон оказывается в больнице с ножевым ранением. ФБР начинает прорабатывать другие версии и получают иной результат. Напавший на Дона преступник должен был стать жертвой грабителей, которых выслеживали агенты. Математики применяли: Алгоритм Дейкстры, Теория всплесков, Теория игр и программа компьютерного сонара               |            |                                                |                      |                                |                 |             |                     |
| 100 | 21         | «Волнение» «Disturbed»                         | Деннис Смит          | Николас Фалаччи и Шерил Хьютон | 1 мая 2009      | 521         | 9.70                |
| Переживая из-за ранения Дона, Чарли начинает выстраивать модель поиска серийных убийств. Дэвид сочувствует другу, но не может начать расследование основываясь на теории, поэтому он отправляет его к человеку, занимающемуся теорией заговоров Математики применяли: Уравнение Дрейка, пространственно-временная модель, методология Кена Росма и уравнение области взаимодействия |            |                                                |                      |                                |                 |             |                     |
| 101 | 22         | «Лучшие дела» «Greatest Hits»                  | Стивен Джилленхол    | Эндрю Деттман                  | 8 мая 2009      | 522         | 9.57                |
| ФБР расследует серию ограблений банков, скопированных с лучших грабежей прошлых десятилетий. Математики применяли: Эффект краба-декоратора |            |                                                |                      |                                |                 |             |                     |
| 102 | 23         | «Ангелы и демоны» «Angels and Devils»          | Алекс Закжевски      | Кен Санзел                     | 15 мая 2009     | 523         | 9.72                |
| На Чарли и Амиту нападают на парковке, Амита похищена. Похититель называет Амиту "королевой хакеров" и хочет, чтобы она взломала для него компьютерный код. Дон объявляет план-перехват. Математики применяли: Эйлеров цикл, задача Ангела (англ. Angel problem) и Головоломка «колючка»                                                                                            |            |                                                |                      |                                |                 |             |                     |

### Сезон 6 (2009—2010)
| № общий | № в сезоне | Название                                 | Режиссёр             | Автор сценария                     | Дата премьеры    | Произв. код | Зрители в США (млн) |
| --- | ---------- | ---------------------------------------- | -------------------- | ---------------------------------- | ---------------- | ----------- | ------------------- |
| 103 | 1          | «Палач» «Hangman»                        | Кен Санзел           | Кен Санзел                         | 25 сентября 2009 | 601         | 8.10                |
| ФБР обеспечивает безопасность проведения политического митинга, на котором должен выступить с речью известный политический деятель, но первое из серии покушений на его жизнь происходит на репетиции выступления. Выясняется, что политика уже два года преследует мститель. Математики применяли: Парадокс неожиданной казни и Апертурная иллюзия (англ. Barberpole illusion) |            |                                          |                      |                                    |                  |             |                     |
| 104 | 2          | «Дружественный огонь» «Friendly Fire»    | Род Холкомб          | Марк Ллевеллин и Роберт Дэвид Порт | 2 октября 2009   | 602         | 7.85                |
| Во время операции по задержанию грабителей банков погибают два агента. Модель Чарли указывает на то, что их убили не бандиты.. Математики применяли: Триангуляция и Синтез спектрального представления |            |                                          |                      |                                    |                  |             |                     |
| 105 | 3          | «Семеро выбывших» «7 Men Out»            | Алекс Закжевски      | Дон МакГилл                        | 9 октября 2009   | 603         | 7.34                |
| Дон занимается расследованием серии самоубийств, ставших основой для реалити-шоу Русская рулетка Математики применяли: Рулетка, Русская рулетка и IP traceback |            |                                          |                      |                                    |                  |             |                     |
| 106 | 4          | «Ожидаемые выплаты» «Where Credit's Due» | Денис Смит           | Энди Деттманн                      | 16 октября 2009  | 604         | 7.77                |
| ФБР расследует серию убийств, скопированных с выходящего в прокат фильма. Агенты подозревают сценариста, но, проанализировав сценарий, Чарли приходит к выводу, что текст был написан кем-то другим. Математики применяли: Триангуляция |            |                                          |                      |                                    |                  |             |                     |
| 107 | 5          | «Гидра» «Hydra»                          | Ральф Хемекер        | Шон Кроч                           | 23 октября 2009  | 605         | 8.05                |
| Агенты заняты поиском похищенной девочки, в то время как в их расследование вклинивается служба охраны крупной фармацевтической компании Математики применяли: Вейвлет, Акустика и Cake cutting |            |                                          |                      |                                    |                  |             |                     |
| 108 | 6          | «Мир грёз» «Dreamland»                   | Стивен Джилленхол    | Николас Фалаччи и Шерил Хьютон     | 30 октября 2009  | 606         | 7.74                |
| Агентам приходится расследовать убийство четырёх инженеров, занимающихся анализом работы нового вида оружия... Математики применяли: Анализ свойств молнии, Оружие направленной энергии, Физика плазмы, Плазменный двигатель, Electric Fields for Three Point Charges, Циклотрон и Gaussian Laser Modes                                                                         |            |                                          |                      |                                    |                  |             |                     |
| 109 | 7          | «Теневые рынки» «Shadow Markets»         | Джули Хеберт         | Джули Хеберт                       | 6 ноября 2009    | 607         | 8.09                |
| Дон со своей командой погружается в мир хакеров, один из которых очень хочет помочь агентам, а второй, объявленный в розыск за свои преступления, жаждет от них сбежать... Математики применяли: DNS — Служба доменных имен и AirSim |            |                                          |                      |                                    |                  |             |                     |
| 110 | 8          | «Ультиматум» «Ultimatum»                 | Денис Смит           | Роберт Дэвид Порт                  | 13 ноября 2009   | 608         | 8.16                |
| Йэн Эджертон обвинен в убийстве и посажен в тюрьму. Решив бороться с несправедливостью, Йэн прячется внутри тюрьмы, берёт в заложника Колби и требует разговора с Чарли Математики применяли: Теория игр, Прятки, Продольная социализация, Pursuit-evasion и Ultimatum game |            |                                          |                      |                                    |                  |             |                     |
| 111 | 9          | «Аферы» «Con Job»                        | Ральф Хемекер        | Дон МакГилл                        | 20 ноября 2009   | 609         | 7.84                |
| Аферист Бакли, уже год сидящий в тюрьме, хочет сократить свой срок обменявшись с Доном информацией о захвате заложников, очень похожим на то, за которое сел Бакли. Математики применяли: Теория комбинаторной игры, Packet injection, Человек посередине и Combinatorial game theory                                                                                           |            |                                          |                      |                                    |                  |             |                     |
| 112 | 10         | «Ветераны» «Old Soldiers»                | Кен Санзел           | Стив Коэн                          | 4 декабря 2009   | 610         | 7.38                |
| Д.Б. Купер сорок лет назад получил выкуп в 1 млн. долларов, угнав самолёт, спустя 40 лет часть украденных денег всплыли в ограбленной инкассаторской машине.. Математики применяли: Риск и Probabilistic risk assessment |            |                                          |                      |                                    |                  |             |                     |
| 113 | 11         | «Царапина» «Scratch»                     | Стивен Джилленхол    | Мери Лех Саттон                    | 8 января 2010    | 611         | 9.32                |
| После череды краж лотерейных билетов победителями лотерей, агенты начинают расследование дела о махинациях с лотерейными билетами, Математики применяли: Уравнение частотной диффузии и Вероятность |            |                                          |                      |                                    |                  |             |                     |
| 114 | 12         | «Рука в руке» «Arm in Arms»              | Гвинет Хордер-Пейтон | Энди Деттманн                      | 15 января 2010   | 612         | 9.65                |
| Чарли и Амита выбирают день свадьбы, Дон разбирается в своих отношениях с Робин, а в Лос-Анджелесе объявляется партия неисправных бельгийских автоматов Математики применяли: Oбратная траектория (англ. Reverse trajectory), четырёхмерное отображение (англ. 4D mapping), Уравнение состояние газа, ряд Фурье, Комбинаторная оптимизация и Принцип Дирихле                    |            |                                          |                      |                                    |                  |             |                     |
| 115 | 13         | «Дьявольская девчонка» «Devil Girl»      | Стивен Джилленхол    | Джули Хеберт                       | 29 января 2010   | 613         | 8.70                |
| В городе начинает орудовать серийный маньяк, убивающий мужчин, которые платят за эскорт услуги Математики применяли: ДНК, Geo-profiling и Scaled gradient projection |            |                                          |                      |                                    |                  |             |                     |
| 116 | 14         | «И выигрывает..» «And the Winner Is…»    | Ральф Хемекер        | Гари Рик                           | 5 февраля 2010   | 614         | 9.18                |
| Дона вызывают на церемонию вручения Оскара, большинство гостей которой были ограблены.. В гараже Чарли поселился Ларри Математики применяли: Ретроспективный анализ и Динамика движения толпы (англ. Crowd flux dynamics) |            |                                          |                      |                                    |                  |             |                     |
| 117 | 15         | «Подрасти..» «Growin' Up»                | Роб Морроу           | Роберт Порт                        | 5 марта 2010     | 615         | 8.10                |
| Начальство Дона обязывает его пересмотреть дело об изнасиловании, закрытое 23 года назад. Причиной пробудившегося интереса становится подготовка телерепортажа сестры одной из жертв.. Математики применяли: Метод главных компонент и анализ длины теней по фазам луны |            |                                          |                      |                                    |                  |             |                     |
| 118 | 16         | «Причина и следствие» «Cause and Effect» | Николас Фалаччи      | Николас Фалаччи и Шерил Хьютон     | 12 марта 2010    | 616         | 8.74                |
| Агенты пытаются найти украденный пистолет Дона.. В это время, Амита и Чарли готовятся к свадебному торжеству, а Дон решает, наконец, по примеру брата устроить свою жизнь.. Математики применяли: Анализ социальный сетей, Матрица смежности, Теория графов и Теория шести рукопожатий                                                                                          |            |                                          |                      |                                    |                  |             |                     |